# Panchakule
Panchakule (nep. पञ्चकुले) – gaun wikas samiti w zachodniej części Nepalu w strefie Rapti w dystrykcie Dang Deokhuri. Według nepalskiego spisu powszechnego z 2001 roku liczył on 1405 gospodarstw domowych i 7703 mieszkańców (3992 kobiet i 3711 mężczyzn).